# McMillan (Wisconsin)
McMillan es un pueblo ubicado en el condado de Marathon en el estado estadounidense de Wisconsin. En el Censo de 2010 tenía una población de 1968 habitantes y una densidad poblacional de 22,12 personas por km².

## Geografía
McMillan se encuentra ubicado en las coordenadas 44°44′4″N 90°7′49″O / 44.73444, -90.13028. Según la Oficina del Censo de los Estados Unidos, McMillan tiene una superficie total de 88.96 km², de la cual 88.43 km² corresponden a tierra firme y (0.59%) 0.52 km² es agua.

## Demografía
Según el censo de 2010, había 1968 personas residiendo en McMillan. La densidad de población era de 22,12 hab./km². De los 1968 habitantes, McMillan estaba compuesto por el 95.48% blancos, el 0.36% eran afroamericanos, el 0.05% eran amerindios, el 2.95% eran asiáticos, el 0% eran isleños del Pacífico, el 0.61% eran de otras razas y el 0.56% pertenecían a dos o más razas. Del total de la población el 0.71% eran hispanos o latinos de cualquier raza.